# Dotto eiaculatorio
Il dotto eiaculatorio (ductus ejaculatorii) è una struttura simmetrica dell'anatomia maschile. Ogni dotto eiaculatorio è formato dall'unione del dotto deferente con il dotto della vescicola seminale. Essi passano attraverso la prostata, e si aprono nell'uretra all'altezza del collicolo seminale. Durante l'eiaculazione, il seme passa attraverso la prostata, entra nell'uretra ed esce dal corpo attraverso la punta del pene.

## Funzione

### Eiaculazione
L'eiaculazione avviene in due fasi, la fase di emissione e la fase di espulsione. La fase di emissione prevede il funzionamento di diverse strutture del dotto eiaculatorio: la contrazione della prostata, delle vescicole seminali, della ghiandola bulbouretrale e dei dotti deferenti spingono fluidi nell'uretra prostatica. Il seme viene immagazzinato qui finché non si verifica l'eiaculazione. I muscoli alla base del pene si contraggono per spingere il liquido seminale intrappolato nell'uretra prostatica attraverso l'uretra peniena per espellerlo attraverso la punta del pene. L'eiaculato viene espulso a scatti, a causa del movimento dei muscoli. Queste contrazioni muscolari sono legate alle sensazioni di orgasmo per il maschio. Lo sperma è prodotto nei testicoli ed entra nei dotti eiaculatori attraverso i dotti deferenti. Dopo essere passato dalle vescicole seminali, un liquido ricco di fruttosio si aggiunge allo sperma, per mantenerlo attivo e mobile. Il liquido seminale prosegue lungo il condotto eiaculatorio nella ghiandola prostatica, dove viene aggiunto il liquido prostatico alcalino. Questa aggiunta fornisce la consistenza e l'odore associato allo sperma. L'alcalinità del fluido prostatico serve a neutralizzare l'acidità del tratto vaginale femminile, in modo tale da prolungare la sopravvivenza degli spermatozoi in questo ambiente difficile. Il seme è ora un liquido alcalino contenente sperma ricco di fruttosio, che entra nelle ghiandole di Cowper sotto la prostata. Le ghiandole di Cowper secernono una piccola quantità di liquido chiaro nell'uretra prima che il liquido seminale venga espulso. Le funzioni di questo fluido non sono del tutto note, ma si pensa che aiutino a lubrificare l'uretra maschile in vista dell'eiaculazione. La quantità di sperma prodotta ed espulsa durante l'eiaculazione corrisponde alla lunghezza di tempo in cui il maschio è sessualmente eccitato prima che si verifichi l'eiaculazione. Generalmente, più lungo è il periodo di eccitazione, maggiore è la quantità di liquido seminale espulso. Eiaculazione e orgasmo possono verificarsi contemporaneamente, tuttavia essi non sono sempre accoppiati, in quanto si può verificare uno senza l'altro. Ad esempio, un uomo può avere un orgasmo secco (chiamato eiaculazione retrograda): non vi è alcuna espulsione di liquido seminale ma l'uomo sperimenta ugualmente l'orgasmo. Inoltre, i paraplegici possono eiaculare liquido seminale, ma non provare la sensazione dell'orgasmo.

## Rilevanza clinica

### Ostruzione del dotto eiaculatorio
L'ostruzione del dotto eiaculatorio è una condizione patologica acquisita o congenita in cui uno o entrambi i dotti eiaculatori sono ostruiti. Nel caso in cui entrambi i dotti eiaculatori siano ostruiti, questa malattia si presenta con i sintomi di aspermia / azoospermia e sterilità.

### L'iperplasia prostatica benigna
L'intervento chirurgico per correggere iperplasia prostatica benigna può distruggere questi condotti con conseguente eiaculazione retrograda. L'eiaculazione retrograda svuota il liquido seminale formatosi nella fase di emissione nella vescica del maschio invece che attraverso l'uretra e la punta del pene. Ciò provoca un orgasmo secco, dove la sensazione dell'orgasmo può ancora essere sperimentata ma senza l'espulsione di sperma dai dotti eiaculatori.

## Galleria d'immagini

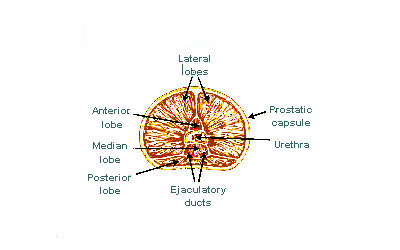
Lobi della prostata
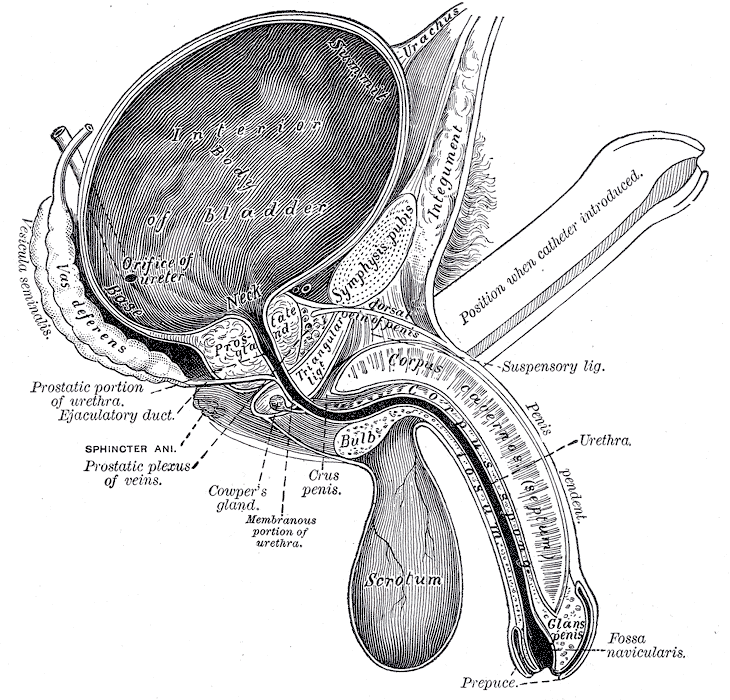
Sezione verticale di vescica, uretra e pene.
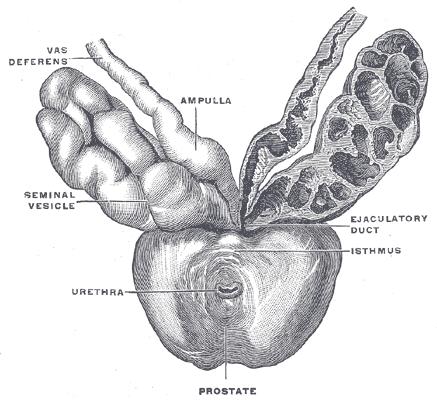
Prostata con vescicole seminali e condotti seminali, visti da davanti e da sopra.
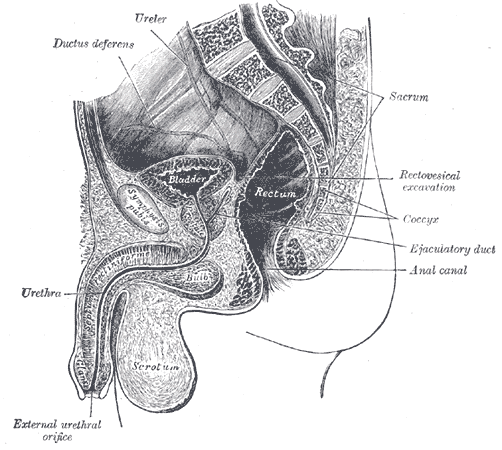
Sezione sagittale mediana del bacino maschile.